# Iglesia de San Pedro Apóstol (El Mocanal)
La iglesia de San Pedro Apóstol es la parroquia del pueblo de El Mocanal, en el municipio de Valverde, en la isla de El Hierro (Islas Canarias, España).

## Historia y características
Su origen se remonta a una primitiva ermita que se construyó en el siglo XVII. En 1719 se reconstruyó y a principios del siglo XIX se amplía su única nave y se construyen el campanario y el coro. A partir de aquí es declarada parroquia.
Este templo es de nave rectangular con la sacristía adosada a un lateral. Las cubiertas son de teja plana, el interior de la techumbre de madera tiene una gran importancia entre los edificios religiosos de la isla, de raigambre mudéjar y mozárabe. La torre o campanario está rematado con una imagen de Santa Bárbara que mira el poniente.
Cada año el día 29 de junio se celebra la festividad dedicada a San Pedro Apóstol en el pueblo de El Mocanal. La imagen de San Pedro es del siglo XVII y está representado como un papa, con una tiara y báculo y sentado en su silla pontificia. La primitiva imagen era un San Pedro pescador.